# 諦崇寺
諦崇寺（たいそうじ）は、奈良県奈良市鳥見町二丁目にある曹洞宗の寺院。栗東寺の奈良別院。山号は慈弘山。本尊は釈迦如来。

## 歴史
2006年（平成18年）に福山諦法禅師によって開山。栗東寺の「近衛信尹公四百回忌記念事業」にあたり創建された。
2010年（平成22年)12月1日、曹洞宗により寺院設立の承認を受けた。また2012年（平成24年）10月1日には奈良県により宗教法人規則の認証を受ける。

## 交通
- 近鉄奈良線「富雄駅」より徒歩で約15分。
- 阪奈道路「富雄インターチェンジ」から車で約1分。
- 第二阪奈有料道路「壱分ランプ」より車で約5分。